# Cantó de Saint-Hippolyte
El cantó de Saint-Hippolyte és un cantó francès del departament del Doubs, situat al districte de Montbéliard. Té 20 municipis i el cap és Saint-Hippolyte.

## Municipis
- Bief
- Burnevillers
- Chamesol
- Courtefontaine
- Dampjoux
- Fleurey
- Froidevaux
- Glère
- Indevillers
- Liebvillers
- Montancy
- Montandon
- Montécheroux
- Montjoie-le-Château
- Les Plains-et-Grands-Essarts
- Saint-Hippolyte
- Soulce-Cernay
- Les Terres-de-Chaux
- Valoreille
- Vaufrey

## Història
| Data d'elecció                           | Identitat       | Partit                     | Qualitat |
| ---------------------------------------- | --------------- | -------------------------- | -------- |
| 1945-1955                                | Louis Lamy      | PRL, després Divers droite |          |
| 1955-1973                                | Michel Lamy     | Divers droite              |          |
| 1973-1979                                | M. Journot      | PS                         |          |
| 1979-1996                                | Roger Macabrey  | RPR                        |          |
| 1996-2011                                | André Péquignot | UMP                        |          |
| 2011-                                    | Serge Cagnon    | UMP                        |          |
| les dades anteriors no són pas conegudes |                 |                            |          |
|                                          |                 |                            |          |